# Badische Stahlwerke
Die Badische Stahlwerke GmbH (BSW) ist ein Stahlhersteller in Kehl. Mit Hilfe zweier Lichtbogenöfen produziert das einzige Stahlwerk Baden-Württembergs aus Schrott Stahl für die Bewehrung in der Bauindustrie. Nach einem Zusammenschluss im April 2025 der Van Merksteijn Steel Group und Südwest Beteiligungen, gehören die BSW zur sogenannten RSE-Gruppe. Muttergesellschaft des multinationalen Konzerns ist die Reinforcing Steel Europe B.V. mit Sitz in Almelo.

## Geografische Lage
Das Werk befindet sich auf der Landzunge, die an der Mündung der Kinzig in den Rhein zwischen diesen beiden Flüssen liegt. Über die Gleise der Hafenverwaltung Kehl ist es an den Bahnhof Kehl angebunden.

## Geschichte
Das Unternehmen ist aus der 1955 durch Willy Korf gegründeten Süddeutschen Drahtverarbeitungs-GmbH hervorgegangen. 1966 nahm Korf ein Walzwerk in Betrieb, wobei er das Vormaterial, die Knüppel, zunächst noch zukaufen musste. 1968 nahmen zwei Lichtbogenöfen, zwei Stranggießanlagen und ein weiteres Walzwerk ihren Betrieb auf; gleichzeitig erhielt die Gesellschaft ihren heutigen Namen.
Im November 2009 wurde eine Produktionserhöhung von bisher 2,2 Millionen auf 2,8 Millionen Tonnen Stahl vom Regierungspräsidium Freiburg genehmigt. Hierzu wurden in den Folgejahren Investitionen bis zu 300 Millionen Euro, unter anderem in eine neue Stromversorgung, einen neuen Lichtbogenofen und neue Pfannenöfen, eingeplant. Bereits im Frühjahr 2008 wurden im Zuge des Investitionsprogramms eine neue Pforte, eine neue Kfz-Werkstatt und ein neuer Schichtstützpunkt für ca. 5 Millionen Euro eingeweiht. Anfang 2009 folgte dann ein neues Wendekühlbett für eine der Stranggießanlagen für 5,5 Millionen Euro. Die Badischen Stahlwerke sind Mitglied im Verband der Saarhütten und im Wirtschaftsverband Industrieller Unternehmen Baden.
2019 wurden Pläne bekannt, einen Teil der Abwärme des Stahlwerks zu rekuperieren und energetisch zu nutzen. So soll die Abwärme sowohl zur Produktion von Holzpellets in Kehl als auch zur Speisung des Fernwärmenetzes von Straßburg verwendet werden. In einer ersten Ausbauphase sollen 35 GWh Wärme zur Pelletherstellung und 45 GWh für das Straßburger Fernwärmenetz genutzt und später weitere Kunden an das Netz angeschlossen werden. Hierfür schlossen die Stahlwerke sowie die Städte Kehl und Straßburg im Mai 2019 eine Absichtserklärung ab.
Am 2. Juli 2024 wurde ein Kooperationsvertrag zwischen BSW, Badische Stahl-Engineering (BSE) und RWTH Aachen unterschrieben. Das Forschungsprojekt zielt die flexible Nutzung von Wasserstoff mit Erdgas sowie Ammoniak mit Erdgas zur industriellen Pfannenvorwärmung ab. Gefördert wird dieses Vorhaben vom Bundesministerium für Wirtschaft und Klimaschutz mit insgesamt 2,36 Mio. Euro über drei Jahre.

## Produktion
Die Jahresstahlproduktion lag 2014 bei circa 1,9 Millionen Tonnen, was circa 5 % der deutschen Stahlproduktion entspricht. Gemessen am Verhältnis der Jahresproduktion zur Belegschaft von knapp 1429 Mitarbeitern zählen die BSW weltweit zu den Stahlwerken mit der höchsten Produktivität. 1968 hatte die Jahresproduktion nur circa 150.000 Tonnen betragen.
Die wichtigsten Produkte sind Stabstähle mit Durchmessern von 10 bis 40 mm und Walzdraht von 5,5 bis 20 mm gerippt für die Herstellung von Bewehrungsprodukten wie Betonstahlmatten.